# 막 베하드 막 핀들라크
막 베하드 막 핀들라크(중세 아일랜드어: Mac Bethad mac Findláech; 스코틀랜드 게일어: MacBheatha mac Fhionnlaigh: 1005년 ~ 1057년 8월 15일)는 1040년에서 1057년까지 알바(스코틀랜드)의 왕이었다. 윌리엄 셰익스피어의 희곡 《맥베스의 비극》의 모델이 된 인물이나, 비극의 내용은 실제 역사상의 맥베스와는 차이가 있다.

## 이름
이름 막 베하드(중세 아일랜드어: Mac Bethad, 스코틀랜드 게일어: MacBheatha)는 “생명의 아들”이라는 뜻이다. 부칭의 형태를 하고 있지만 혈통을 나타내는 것은 아니고, “정의로운 사람” 또는 “독실한 사람”이라는 뜻을 담은 말로 해석된다. 또다른 가설로는 “선출된 자들 중 하나”라는 뜻의 macc-bethad였던 것이 오염된 결과라고도 한다.

## 혈통
일부 문헌에서는 막 베하드를 말 콜룸 2세의 손자라고 하는데 그렇다면 막 베하드는 전임 왕인 돈카드 1세와는 사촌관계가 된다. 또 오크니 백작 토르핀 인 리키과도 사촌지간이다. 그러나 일각에서는 막 베하드가 토르핀과 사촌지간이 아니라 이복형제지간이라고 한다. 이는 말 콜룸 2세에게 딸이 세 명 있었는지 두 명 있었는지(딸 한 명은 두 번 결혼함)에 따라 갈리는 문제인데, 그 딸의 수도 정확히 알 수 없어 불분명하게 남아 있다.

## 머리 백작
1031년 크누트 대왕이 북쪽에서 내려와 말 콜룸 2세의 항복을 받자 막 베하드도 크누트에게 칭신하였다.
| “ | ... 스코트인의 왕 맬컴이 그에게 항복하여 그의 사람이 되었고, 또다른 두 왕 맥베스와 이에흐마르크도 그러하였다 ... | ” |

혹자는 이것이 머리 소왕(小王)으로서 막 베하드의 권력이 알바 국왕 말 콜룸 2세에 비할 정도였다는 증거라고 주장하고, 다른 이들은 오히려 막 베하드가 말 콜룸 2세의 제후일 뿐이라는 증거라고 본다. 어느 쪽이 진실이든 간에 1030년대 초엽에는 막 베하드가 알바 국왕 말 콜룸 2세의 제후였다고 보는 것이 개연성이 있어 보인다. 말 콜룸 2세는 1034년 11월 25일 글라미스에서 죽었다. 당대와 가까운 시기에 쓰여진 유일한 문헌인 《베르칸의 예언》에 따르면 말 콜룸 2세가 제명에 죽지 못했다고 한다. 말 콜룸은 자신을 죽인 시역자가 "일각붙이 중에 있다(kinslaying)"는 말만 남기고 그 시역자의 이름은 밝히지 못한 채 죽었다. 티게르나크(Tigernach)의 연대기에는 다음과 같이 짤막하게 기록되어 있다.
| “ | 서유럽의 영광, 알바의 국왕, 키나드의 아들 말 콜룸이 죽었다. | ” |

말 콜룸 2세의 손자 돈카드 막 크리난(훗날의 돈카드 1세)가 1034년 11월 30일 알바 왕위를 주장했고, 여기에 이의는 없었던 것으로 보인다. 돈카드는 "타나세 리그(tánaise ríg), 즉 대기중인 왕이 된 것으로 보이는데, 이는 게일인 특유의 선거군주제인 타니스트리를 포기하지 않은 행동으로 보인다. 과거의 왕위 계승에서는 다양한 리그돔나(rígdomna), 즉 왕가의 남자들 사이의 분쟁이 벌어지곤 했다. 셰익스피어의 《맥베스》에 나오는 늙은 던컨 왕과 달리 실제 역사상의 돈카드 1세는 1034년 당시 젋은이였고, 1040년 죽었을 때도 젊었었다.
그 젊음으로 인하여 돈카드의 초기 치세는 별다른 일이 없었다. 그러나 후기로 가면 《베르칸의 예언》에서 그를 “슬픔이 많은 사내”라고 묘사한 데서 알 수 있듯이 그다지 좋지 못했다. 1039년, 스트라흘르이가 노섬브리아에게 공격당했고, 돈카드는 이를 보복하기 위해 잉글랜드 더햄을 공격했으나 재앙 수준의 참패로 끝났다. 돈카드는 목숨을 건졌다. 이듬해 막 베하드의 영지인 머리로 군대를 몰고 갔는데, 아마 막 베하드에 대한 징벌적 원정이었던 것 같다. 돈카드 1세는 보흐나고완(오늘날의 엘긴 근교 피트개브니)이라는 곳에서 막 베하드가 이끄는 머리군에 의해 전사했다. 아마 1040년 8월 14일경으로 추측된다.

## 알바 국왕
돈카드 1세가 죽자 막 베하드가 알바 국왕이 되었다. 즉위 당시에는 별다른 반발이 없었던 것 같지만, 치세 내내 그랬던 것 같지는 않다. 1045년 스코틀랜드 군대 두 무리 사이에 전투가 벌어졌고 그 와중에 돈카드 1세의 아버지 크리난이 죽었다.
포르둔의 존은 돈카드의 아내가 아이들(훗날 말 콜룸 3세가 되는 말 콜룸 막 돈카다, 훗날 돔날 3세가 되는 돔날 막 돈카다)을 데리고 스코틀랜드를 떠나 도피했다고 썼다. 돈카드의 처자들이 어디로 도피했는지는 정확하지 않다. 노섬브리아나 오크니가 후보지로 꼽히기도 한다. E. 윌리엄 로버트슨은 돈카드의 미망인과 그 자식들에게 가장 안전한 곳은 돈카드의 친척들과 부하들이 있는 아홀이라는 견해를 밝혔다.
크리난을 쳐부순 뒤 막 베하드에게 거역하는 자는 없었던 것 같다. 마리아누스 스코투스는 1050년에 막 베하드 왕이 로마로 순례를 가서 가난한 이들에게 마치 씨앗 뿌리듯 돈을 퍼 주었다고 썼다.

### 카를 훈다손?
《오크니 사람들의 사가》에 보면 카를 훈다손이라는 자가 "스코트인의 왕"을 칭하고 갈리브를 자기 것으로 요구하자 그와 오크니 백작 토르핀 시구르다르손 사이에 싸움이 일어났다고 한다. 카를 훈다손의 정체가 무엇인지는 스코트어 문헌이나 게일어 문헌에는 나와있는 것이 전혀 없어서 오랫동안 논쟁의 대상이 되고 있다. 가장 흔한 추측은 "훈다손"이란 노르드어로 "개의 새끼"라는 뜻의 멸칭으로서, 훈다손의 정체는 막 베하드이고 그의 적들이 그를 "개새끼"라는 뜻으로 훈다손이라 불렀다는 것이다.
아무튼 《오크니 사람들의 사가》에 언급된 전쟁의 결과 토르핀이 오크니 메인랜드 동쪽 끝 디어네스에서 해전을 벌여 카를 훈다손을 이겼다고 한다. 또 카를의 조카 무타탄(Mutatan) 또는 무단(Mudan)이 카흐네스의 제후로 봉해져 있었는데, 투르소에서 토르켈 포스트리에게 죽었다고 한다. 이후 타르바트 곶에서 거대한 전투가 벌어져 카를 훈다손이 패배하여 도망치거나 또는 죽었다. 이후 토르핀은 남쪽으로 행군하여 파이프까지 닿으며 기나가는 길에 보이는 것은 모두 불태우고 약탈했다고 한다. 사가의 뒷부분에 보면 토르핀이 이렇게 스코틀랜드의 백국 아홉 게를 쓰러뜨렸다는 주장이 적혀 있다.

### 말년과 최후
1052년, 막 베하드는 잉글랜드 왕국의 웨섹스 백작 고드윈과 에드워드 참회왕 사이에 벌어진 분쟁에 간접적으로 연관되었다. 이때 다수의 노르만인 망명자들을 자기 궁정에 받아들였는데, 아마 이때 스코틀랜드에 봉건제를 처음 도입했을 수도 있다. 1054년 에드워드의 봉신인 노섬브리아 백작 시구르드 디그리가 스코틀랜드에 대규모 침공을 가해왔다. 죽은 돈카드 1세의 미망인이자 말 콜룸 3세의 어머니인 수헤드(Suthed)는 노섬브리아 태생인데, 시구르드와 그녀, 그 아들인 말 콜룸 사이에 혈연관계가 있었을 가능성도 있지만 증명된 것은 없다. 《울라 편년사》에 따르면 유혈낭자한 전투가 벌어져 스코트인 3천 명과 잉글랜드인 1천 5백 명이 죽었다고 한다. 양측 모두 많이 죽었으며, 시구르드의 아들들 중 하나와 사위 하나도 이 전투에서 죽었다. 이 침공의 결과 “컴브리아인들의 왕의 아들 말 콜룸”(돈카드 1세의 아들이며 훗날 말 콜룸 3세가 되는 말 콜룸 막 돈카다와는 다른 사람)이 스트라흘르이 왕으로 복위했다. 셰익스피어의 희곡 《맥베스》에서 맬컴이 잉글랜드의 지원을 등에 업고 맥베스를 쓰러뜨린다는 결말은 1054년의 이 전쟁에서 비롯된 것일 수도 있다.
막 베하드는 잉글랜드의 침공을 계속 이겨내지 못하였고, 1057년 럼패넌에서 마지막 발악을 벌이기 위해 부하들과 함께 카르나모운스 산의 고개를 넘어 후퇴하다가 모운스 구릉지 북쪽 사면에서 말 콜룸 막 돈카다에게 죽거나 또는 부상을 입었다. 《베르칸의 예언》은 막 베하드가 죽지 않고 부상만 입었고 남쪽으로 6 마일 떨어진 스쿤이라는 마을까지 당도하여 부상이 악화되어 그곳에서 며칠 뒤 죽었다고 한다. 정확한 사망일자는 불명이다. Woolf는 8월 15일이라 하고 Hudson은 8월 14일이라 한다. Duncan은 포르둔의 존을 따라 12월 5일이라고 한다. 이후 막 베하드의 의붓아들 룰라크가 왕위에 올랐으나 얼마 되지 않아 말 콜룸 막 돈카다에게 폐위되고 죽었다. 말 콜룸 막 돈카다는 말 콜룸 3세로 즉위했다.
훗날 쓰여진 글들과는 달리 막 베하드가 살던 당대의 문헌들 중에는 그가 폭군이라고 쓴 문헌은 하나도 없다. 말 콜룸 3세 치세 시절에 쓰여진 《알바인의 노래》는 막 베하드를 “명망있는 막 베하드”라고 부르며, 《베르칸의 예언》에서는 “포르트루의 관대한 왕”이라고 한다.